# Contre le libelle de Calvin
Contre le libelle de Calvin, en forme longue le Contre le libelle de Calvin dans lequel il tente de montrer que les hérétiques doivent être réprimés par le droit de l'épée (en latin : Contra libellum Calvini in quo ostendere conatur haereticos jure gladii coercendos esse) est un traité théologique sous la forme de dialogue écrit par Sébastien Castellion en juin 1554 et publié de manière posthume, en 1612.
Dans ce texte, écrit peu après le Traité des Hérétiques, Castellion se met en scène comme contradicteur de Jean Calvin et s'attaque aux persécutions visant les personnes perçues comme hérétiques. Il y défend la liberté de religion. L'ouvrage est célèbre pour être la source de la citation la plus connue de Castellion : « Tuer un homme, ce n’est pas défendre une doctrine, c’est tuer un homme ». Le texte est considéré comme étant l'un des premiers débats sur la question de la tolérance religieuse.

## Histoire

### Contexte
Castellion est un théologien humaniste protestant ; il évolue à Strasbourg puis se rend à Genève pour assister Jean Calvin. Rapidement déçu par la jeune théocratie, il devient critique du prêcheur de manière croissante,. Cette opposition atteint son paroxysme avec l'exécution de Michel Servet, un théologien protestant perçu comme hétérodoxe, brûlé vif à Genève,,. Il apparaît, sans que ce ne soit complètement certain, que Castellion aurait essayé de lui sauver la vie avant son exécution.
Castellion, qui est réfugié à Bâle, entreprend d'écrire contre Calvin. En 1553, il pubie le Traité des Hérétiques, où il s'oppose à la théologie qui sous-tend les persécutions contre les hérétiques,,.

#### Rédaction
Castellion rédige le Contre le libelle avec peu de distance temporelle avec le Traité des Hérétiques, ce qui explique la proximité idéologique entre les deux ouvrages. Il s'agit d'un recueil d'articles, où Castellion débat avec les positions soutenues par Calvin. Il les présente d'abord en citant les Institutions de Calvin directement puis les contredit ou y apporte des critiques. Le texte est écrit en latin. Comme pour le Traité des Hérétiques, il s'agit d'une « déclaration de guerre » contre Genève et Calvin, et achève de consommer la scission entre les deux anciens collègues.
Sa citation la plus connue se trouve à l'article 77 du traité,,, : 

« Tuer un homme, ce n’est pas défendre une doctrine, c’est tuer un homme. Quand les Genevois tuèrent Servet, ils ne défendirent pas une doctrine, ils tuèrent un homme. La défense d’une doctrine n’est pas l’affaire du magistrat (qu’est-ce que le glaive peut avoir à faire avec la doctrine ?) C’est l’affaire des docteurs. L’affaire du magistrat, c’est de défendre le docteur comme il défend le paysan, l’artisan, le médecin, n’importe qui d’autre, contre les injustices. C’est pourquoi, si Servet avait voulu tuer Calvin, c’est à bon droit que le magistrat aurait pris la défense de Calvin. Mais Servet a combattu avec des arguments et des écrits : il fallait le combattre par des arguments et des écrits. »

Le texte n'est pas publié du vivant de Castellion et circule plutôt sous des formes manuscrites avant sa première édition, en 1612.

## Analyse

### Thèses défendues
Castellion défend l'impunité complète des hérétiques, même s'il ne montre pas particulièrement de sympathie pour leurs idées,. Les attaques contre Calvin sont nombreuses ; il l'accuse notamment d'avoir sombré dans l'orgueil et la démesure. L'auteur vise aussi les fondements théoriques que son adversaire établit pour légitimer l'exécution d'hérétiques. Il semble que Castellion soit très opposé à la peine de mort dans tous les cas, ce qui le rangerait, peut-être un peu anachroniquement, dans la catégorie des abolitionnistes.

#### Postérité
Baruch Spinoza est influencé par son contact. Le texte est considéré comme étant l'un des premiers débats sur la question de la tolérance religieuse,.
En 1936, Stefan Zweig publie Conscience contre violence, une biographie de Castellion où il lui rend hommage.